# Miraval de Lauragués
Miraval de Lauragués (en francès Mireval-Lauragais) és un municipi del departament de l'Aude a la regió francesa d'Occitània.